# Ameisberg (Südliche Böhmerwaldausläufer)
Der Ameisberg (941 m) ist ein Berg im Westen des oberösterreichischen Mühlviertels und die höchste Erhebung des so genannten Ameisbergzugs (östlich des Rannatals). Er liegt auf dem Gebiet der Gemeinde Atzesberg.
Umliegende Gemeinden sind Putzleinsdorf, Sarleinsbach, Kollerschlag, Oberkappel und Pfarrkirchen. 

## Ameisbergwarte
Am Gipfel des Ameisbergs steht die 24 Meter hohe Ameisbergwarte, die eine Rundumsicht vom Böhmerwald im Norden bis zu den Alpen im Süden bietet. Der Aussichtsturm wurde 1903 vom Literaten, Pfarrer und Dechant Norbert Hanrieder gemeinsam mit dem Juristen Moritz Scheibl umgesetzt, das angeschlossene Gasthaus im Folgejahr. Die Warte ist einer der wichtigen Trigonometrischen Punkte an der österreichisch-bayerischen Grenze.

Sie ziert auch, auf dem Ameisberg stehend, das Gemeindewappen von Atzesberg: 
„In Blau auf silbernem Hügel, darin drei grüne, eins zu zwei gestellte Tannen, von denen die Spitze der obersten über den Hügel hinausragt, die goldene Ost-Fassade der Ameisbergwarte.“

## Wanderwege
Auf bzw. über den Gipfel führen mehrere Wanderwege, darunter einige Weitwanderwege:
- Mühlviertler Mittellandweg 150
- Rupertiweg 10
- Europäischer Fernwanderweg E8
- Europäischer Fernwanderweg E10

## Sender Ameisberg
Am Turm der Ameisbergwarte befindet sich eine Sendeanlage der ORS. Es werden folgende Fernsehprogramme ausgestrahlt:
| Kanal | Frequenz (in MHz) | Multiplex | Programme im Multiplex                                           | ERP (in kW) | Antennen- diagramm rund (ND), gerichtet (D) | Polarisation horizontal (H), vertikal (V) |
| ----- | ----------------- | --------- | ---------------------------------------------------------------- | ----------- | ------------------------------------------- | ----------------------------------------- |
| 38    | 610               | MUX A-ON  | - ORF eins - ORF 2 Oberösterreich - ORF 2 Niederösterreich - ATV | 0,05        | ND                                          | H                                         |